# Oasen (ungdomsgård)
Oasen var en kulturförening bildad 1977 som huserade i den hästskoformade centrumbyggnaden i Rågsved i södra Stockholm. Den blev berömd för att punkbandet Ebba Grön hade spelningar i föreningens regi. Under 1970-talets slut blev bandet så stort att många ungdomar från hela Stockholm gärna tog sig till Rågsved för att lyssna. Föreningen nyttjade under en tid Medborgarrådets lokaler och fick vid några tillfällen använda fritidsgården i samma hus. Önskan var att ta över Medborgarrådets lokaler och starta ett kulturhus med olika aktiviteter som musik, teater och filmvisning.
Våren 1979 förbjöds föreningen att använda Medborgarrådets lokaler på grund av att Medborgarrådets styrelse ansåg att de hade misskött lokalerna. I november 1979 fick föreningen höra att lokalerna skulle byggas om för andra ändamål. Medlemmarna kände sig överkörda och ockuperade lokalerna till dess att de blev utkörda av polisen efter tio dagar. Bland annat skrev Ebba Grön låten "We're only in it for the drugs" som handlar om Oasens nedläggning. Ungdomarna var besvikna och arga på kommunen, och gick med plakat där det stod slagord som till exempel "Oasen mot asen" och "Kräv en Oas i varje förort". Fritidsgården i huset, som drivs av Stockholms stad, finns dock kvar än idag.

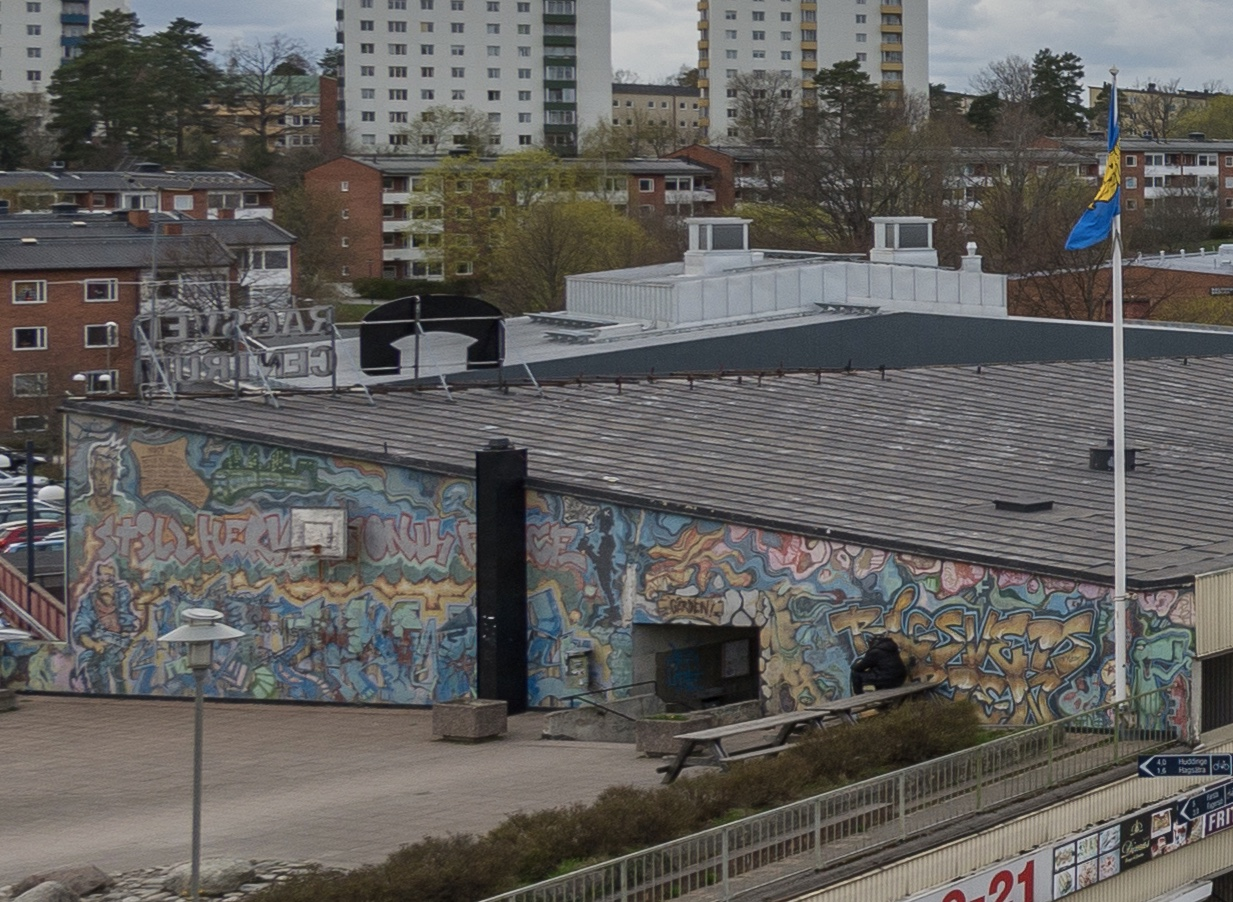
Oasens tidigare lokal